# Шахта імені Т. Г. Шевченка
Шахта імені Т. Г. Шевченка — закрите в 1989-1990 роках вуглевидобувне підприємство в районі сучасного смт Шевченко Покровської міськради, яке було містоутворючим для названого вище населеного пункту.

## Опис
В 1912 році англо-франко-бельгійське акціонерне (анонімне) товариство Гришинських копалень викупило у В. Н. Файнштейна шахту НОД № 4 Преображенського рудника і заклало поруч більш сучасну шахту № 19. Шахта вийшла на пласт f1 «Лисогорівський». Керуючим на шахтах нового рудника, що закладався, став М. І. Каттавоз, який дотоді був співвласником Преображенського рудника. Видобувна здатність рудника, станом на 1913 рік, була встановлена на позначці 2,0 млн пудів, на 1914 рік — 3,0 млн пудів вугілля на рік. У 1913 році шахта М. І. Каттавоза видала на-гора 1,309 млн пудів вугілля при 108 працівниках. Було розпочато будівництво шахтного селища.
У 1914 році на Гришинській копальні (2 шахти, 176 робітників) анонімного товариства було видобуто 1,385 млн пудів вугілля при видобувній здатності 2,5 млн пудів на рік. На руднику були зроблені наступні технічні удосконалення: «а) обладнана електрична станція потужністю 200 кінських сил; б) проведена повна електрифікація підземних двигунів; в) закінчувалося проходження нової шахти № 5-й на глибину до 55-60 сажнів; г) проводилася прокладка водопровідних труб для постачання селища питною водою».
У 1915 році Гришинський рудник анонімного товариства (2 шахти, 429 робітників) видав 2,44 млн пудів вугілля при видобувної здатності 5 млн пудів на рік. До речі, в 1915 році на останньому руднику перше вугілля дала шахта № 19. Згідно зі статистикою Ради З'їзду гірничопромисловців півдня Росії за 1916 рік, на руднику анонімного товариства Гришинських копалень (М. І. Каттавоз) з видобувною здатністю 10 млн пудів на рік планували добути в 1917 році 8 млн пудів вугілля. Не дивлячись на досить велику продуктивність, на руднику, станом на 1918 рік, застосовувалися дерев'яні вагонетки зі зйомним кузовом.
Причиною зростання планової виробничої потужності рудника англо-франко-бельгійського анонімного товариства Гришинських копалень є будівництво в 1914—1917 роках залізниці Рутченкове — Гришине (Покровськ) і гілки Чунишине — Сазонове зі станцією Бельгійський, що обслуговувала шахту № 19 ім. Т. Г. Шевченка. Перша була введена в експлуатацію в січні 1917 року, остання — в грудні того ж року.
Безпосередньо перед революцією 1917 року шахту № 19 викупили гірничопромисловці Барський і Миткевич (за радянськими документами — Мяшкевич, Майневич). У 1917 році була запущена в експлуатацію шахта № 20. Довгий час шахту ім. Т. Г. Шевченка називали шахтою № 19-20.
У дореволюційній літературі згадуються шахти братів Чечиків, яких до 1917 року було декілька. Існувала така шахта і в районі сучасного селища Шевченко, за даними О. О. Гапєєва, це була шахта Чечиків і Марковича. Знаходилася вона на південний схід від шахти ім. Т. Г. Шевченко, біля річки Солона. Станом на 1917 рік, сумарні обсяги відвантаження вугілля шахт братів Чечиків (Ільїнка, Селидівка тощо) по станції Гришине становили до 1000 вагонів на рік.
У 1920 році рудники Гришинського вугленосного району були остаточно націоналізовані й розділені на два кущі: Гришинський (Північний) і Селидівський (Південний). До складу Гришинського куща входили 6 рудників: Новоекономічний, Гродівський, Святогорівський, Григор'єво-Гришинський, Новомар'їнський (правильніше Надєждине-Мар'їнський) і, звичайно ж, майбутній Шевченківський рудники. У 1922 році на базі цих копалень створюється Гришинське рудоуправління. Згідно зі списком гірничопромислових підприємств Артемівського гірничого округу (січень-лютий 1923 року) за Гришинським кущем значилися Новоекономічний, Гродівський, Красноармійський (колишній Святогорівський), рудник № 5 (колишній Майневича і Барського або Лисогорівський), рудник № 7 (Єленінські копальні) і Західно-Донецький рудник УДКП.
Відповідно до п'ятирічного плану на 1928—1933 роки, в списку нерентабельних підприємств вказувалася шахта № 19 ім. Т. Г. Шевченка з виробничою потужністю 84 тис. тон вугілля на рік. Але попри все шахта вижила і продовжувала видавати на-гора рекордні тисячі тонн вугілля. Станом на 1934 рік, вантажообіг станції Бельгійський склав: по прибуттю — 5,8 тис. тон, по відправленню — 158,1 тис. тон різних вантажів. Станція відправляла, в основному, вугілля, і все відправлене вугілля було завантажене виключно на шахті ім. Т. Г. Шевченка (рудники Новомар'їнський і Західно-Донецький у другій половині 20-х років були законсервовані).
Показники роботи залізниці в районі Красноармійського (Покровська) безпосередньо залежали від показників роботи шахт тресту «Красноармійськвугілля». А останні, не дивлячись на дні підвищеної продуктивності, план часто зривали — внаслідок нестачі робочих рук, інструменту, машин і механізмів. Згідно із даними газети Красноармійського відділу руху «Стахановець транспорту», в першу декаду серпня 1945 року навантаження вугілля по станціях, які обслуговують шахти «Красноармійськвугілля», склала 101 % від плану, у другу — 93 % від плану. В тому числі, станція Бельгійський за відповідні періоди виконала план на 130 і 140 %.
Шахта успішно працювала і в післявоєнні роки. Лише в 1990 році, коли запаси родовища вугілля були повністю вичерпані, шахта стала частиною історії. Після закриття шахти ім. Шевченка по гілці Чунишине — Бельгійський возили бітум для асфальтового заводу (працював до 2006 року). Під'їзна колія Чунишине — Сазонове, а також колійний розвиток станції Бельгійський, демонтували в 2002 році. У 2013 році не стало і станції Чунишине.